# 존 크라카우어

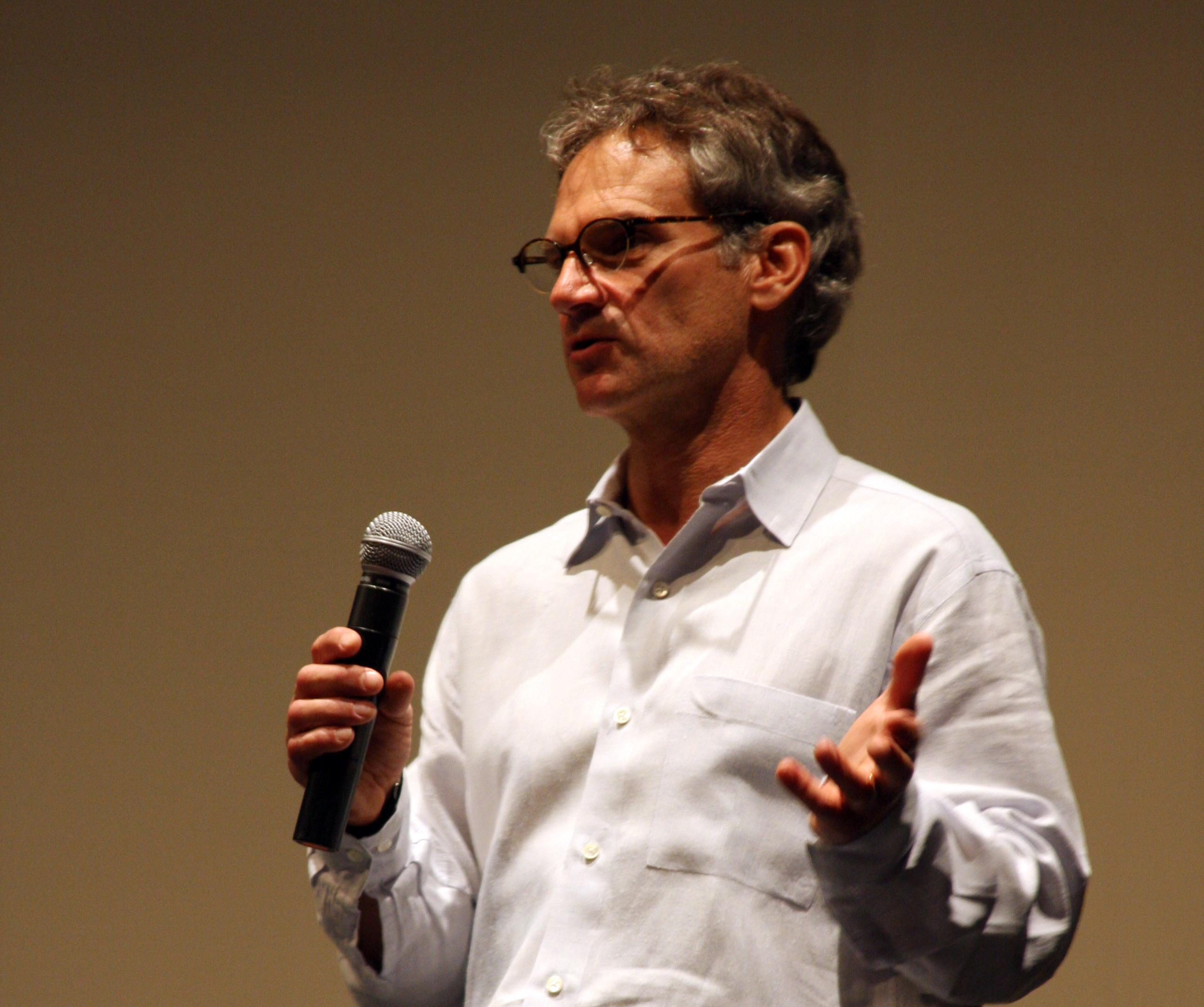

존 크라카우어(Jon Krakauer, 1954년 4월 12일 ~ )는 미국의 산악인이자 작가이다. 《그들은 왜 오늘도 산과 싸우는가》, 《인투 더 와일드》, 《희박한 공기 속으로》 등의 작품으로 잘 알려져 있다.